# Ryuta Miyauchi
Ryuta Miyauchi (宮内 龍汰 Miyauchi Ryuta?), född 2 mars 1994 i Chiba prefektur, är en japansk fotbollsspelare.
Miyauchi började sin karriär 2012 i Kashima Antlers. Han avslutade karriären 2014.